# Барбі Феррейра
Барбара Ліньяріс Феррейра (англ. Barbara Linhares Ferreira; нар. 14 грудня 1996) — американська акторка та фотомодель. Найбільш відома роллю Кет Ернандес у серіалі від HBO «Ейфорія».

## Біографія й кар'єра
Народилася в нью-йоркському містечку Квінз, пізніше переїхала в Мейвуд, штат Нью-Джерсі. Навчалася в середній школі Хакенсак. Вона має бразильське коріння і виховувалася матір'ю, тіткою та бабусею. Відомо, що її мати працює шеф-кухаркою. Феррейра бразилійка, вона вільно розмовляє португальською.
Феррейра самостійно розпочала кар'єру, надіславши фотографії до компанії American Apparel під час відкритого кастингу. Вона була моделлю цього бренду, одночасно працюючи в одному зі роздрібних магазинів компанії. З тих пір вона позувала для відомих брендів, таких як Aerie, Adidas, Asos, Forever 21, H&M, Missguided і Target. Неретушовані фотографії та відеоінтерв'ю з рекламної кампанії Феррієри для бренду Aerie стали вірусними у 2016 році. Пізніше того ж року Time (журнал) назвав її однією з «30 найвпливовіших підлітків».
Феррейра знялася в 10-серійному серіалі Vice «Як поводитися», орієнтованому на етикет. Шоу досліджувало такі теми, як секс, гроші та зображення тіла. Після зйомок вона отримала премію Webby Awards за «Найкращу веб-особистість/ведучого».
Вона також знялася у веб-серіалі для Teen Vogue про бодіпозитив під назвою «Вечірка тіла» й зіграла роль Елли у двох епізодах серіалу HBO «Розлучення». У 2019 році Феррейра продовжила свої стосунки з HBO й зіграла Кет у серіалі «Ейфорія» із Зендеєю в головній ролі. Також брала участь у створенні кліпу мароккансько-американської співачки Dounia на пісню "So Cool".
Барбі Феррейра дебютувала у кіно в фільмі «Невагомий» для HBO Max, у співавторстві з Гейлі Лу Річардсон. Під час роботи над першим сезоном серіалу режисер тісно співпрацював з Барбі і включав всі її бажання щодо образу її героїні Кет. Але під час створення наступного сезону Феррейра мала сильні творчі розбіжності з Левінсоном щодо розвитку персонажки і кілька разів покидала знімальний майданчик. У серпні 2022 Феррейра оголосила, що не повернеться в "Ейфорію" на третій сезон через розбіжності з творцем серіалу Семом Левінсоном.
Вона дебютувала в кіно у фільмі "Невагітна" (2020) навпроти Гейлі Лу Річардсон для HBO Max і мала невелику роль у фільмі Джордана Піла "Ні" (2022).

## Особисте життя
Барбі Феррейра у стосунках із музиканткою Елле Пукетт з 2019 року. Пара офіційно заявила про це в Instagram у грудні того ж року. Феррейра вперше обговорила їхні стосунки у 2020 році під час інтерв'ю з журналом Cosmopolitan.
Акторка публічно заявила, що є квір-персоною, в інтерв'ю Out:
|  | Я квір. У моєму особистому житті це триває вже давно. Я, очевидно, насправді ніколи не ідентифікувала себе як натуралка, але зараз я впевнена в своїй орієнтації й живу в Лос-Анджелесі своїм найкращим життям. Хіба це не прекрасно? |

## Фільмографія

### Фільми
| Рік  | Назва     | Назва оригінальною мовою | Роль         |
| ---- | --------- | ------------------------ | ------------ |
| 2020 | Невагомий | Unpregnant               | Бейлі Батлер |
| 2022 | Ноу       | Nope                     | Нессі        |

### Телебачення
| Рік       | Назва      | Назва оригінальною мовою | Роль                    | Примітки         |
| --------- | ---------- | ------------------------ | ----------------------- | ---------------- |
| 2018      | Розлучення | Divorce                  | Елла                    | 2 епізоди        |
| 2019–2022 | Ейфорія    | Euphoria                 | Катерін "Кет" Хернандез | Головна роль     |
| 2022      | Вечірка    | The Afterparty           | Віллоу                  | Епізод: "Danner" |

### Музичні відео

#### Як гість
| Рік  | Назва                   | Артист            |
| ---- | ----------------------- | ----------------- |
| 2016 | "Boy Problems"          | Карлі Рей Джепсен |
| 2017 | "Prune, You Talk Funny" | Гас Даппертон     |

#### Як режисер
| Рік  | Назва     | Артист |
| ---- | --------- | ------ |
| 2018 | "So Cool" | Dounia |